# Jack King
Jack King to pseudonim autora powieści sensacyjnych. Debiutował w 2004 roku powieścią The Fifth Internationale, przetłumaczoną na język polski w wydaniu Bellony, pod tytułem Piąta Międzynarodówka (2006). Zamieszkały w Toronto.